# Čvorika
Čvorika (tustika, lat. Sagina), rod jednogodišnjeg raslinja i vazdazelenih trajnica iz porodice klinčićevki. Postoji tridesetak vrsta čvorika, a rasprostranjene su po Euroaziji, Africi i obje Amerike, a u Hrvatskoj raste nekoliko vrsta čvorika, to su bezlatična čvorika, primorska čvorika, polegla čvorika, planinska čvorika, ušiljena čvorika.
Čvoriki je slična i poljska koljenika (Spergula arvensis), po kojoj je rod Sagina dobio ime, a značenje mu je hrana koja deblja, jer se koljenika davala kao hrana svinjama.

## Vrste
1. Sagina abyssinica
2. Sagina afroalpina
3. Sagina alexandrae
4. Sagina apetala, bezlatična čvorika
5. Sagina belonophylla
6. Sagina brachysepala
7. Sagina caespitosa
8. Sagina chilensis
9. Sagina decumbens
10. Sagina diemensis
11. Sagina donatioides
12. Sagina glabra
13. Sagina hochstetteri
14. Sagina humifusa
15. Sagina japonica
16. Sagina lemoviscensis
17. Sagina libanotica
18. Sagina maritima, primorska čvorika, tustika bezlatka
19. Sagina maxima
20. Sagina micrantha
21. Sagina micropetala
22. Sagina monticola
23. Sagina namadgi
24. Sagina nivalis
25. Sagina nodosa
26. Sagina normaniana
27. Sagina oxysepala
28. Sagina papuana
29. Sagina pilifera
30. Sagina procumbens, polegla čvorika
31. Sagina purii
32. Sagina revelierei
33. Sagina rupestris
34. Sagina sabuletorum
35. Sagina saginoides, planinska čvorika
36. Sagina schiraevskii
37. Sagina stridii
38. Sagina subulata ušiljena čvorika